# Parc d'Exposition Mohammed VI - El Jadida
 (juin 2019).
 (juin 2019).

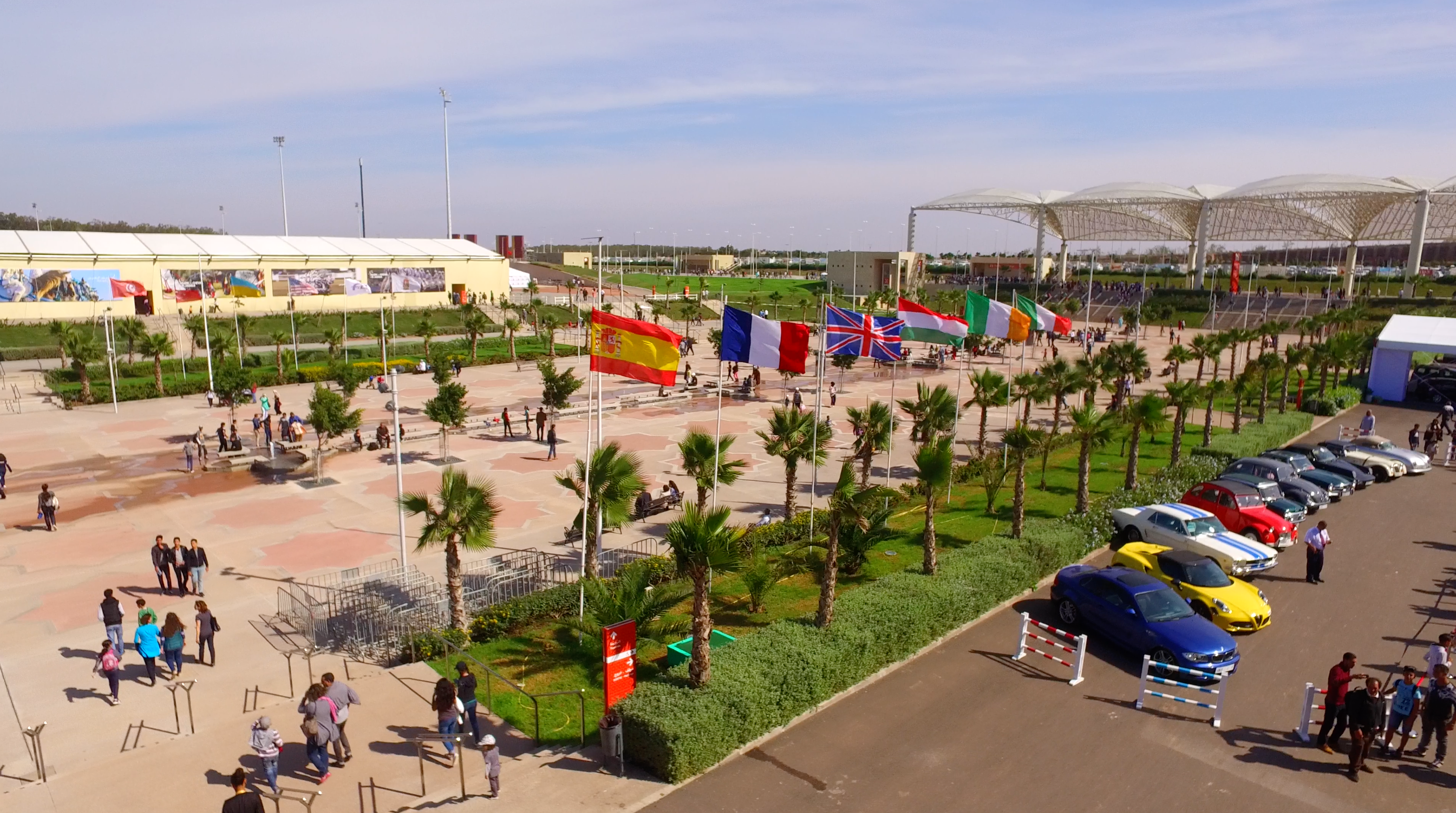
Parc d'exposition Mohammed VI d'El Jadida

Le parc d'Expositions Mohammed VI est une infrastructure polyvalente destinée à abriter des salons, des foires, des manifestations artistiques, culturelles ou sportives d’envergure. 
Il a été édifié en 2015 par la Société Royale d'Encouragement du cheval selon les normes internationales, 
Ce complexe multifonction est situé à proximité d’El Jadida au Maroc, et abrite le Salon international du cheval d'El Jadida depuis sa création.

## Infrastructure
Situé à proximité d'El Jadida, le parc dispose de différents espaces d'exposition.  
Le Parc d'Exposition s'étend sur 29 hectares et propose une surface couverte de 30 000 m2 comprenant une surface utile d'exposition de 20 000 m2 avec une galerie technique souterraine et des salles de réunions. Il dispose d'une zone d'exposition extérieure de 70 000 m2.
Le Parc d'exposition Mohammed VI est géré par la SOREC (Société royale d'encouragement du cheval)